# Hardknox
Hardknox est un groupe britannique de musique électronique. Il est composé du producteur et instrumentiste Steve Proctor et de la chanteuse Lindy Layton. Ils sortent deux singles et un album éponyme. Leur style musical se caractérise par des rythmes lourds, des échantillon vocaux puissants, des boucles et des effets sonores inhabituels.

## Histoire
Leurs titres les plus connus sont Psychopath, Who's Money et Fire Like This. Cette dernière figure dans le film Fous d'Irène et dans une publicité télévisée pour la Fiat Grande Punto au Royaume-Uni. Come In Hard (Don't Like Rock N' Roll) (92e des charts britanniques) figure également dans le jeu vidéo de rallye RalliSport Challenge édité par Microsoft et dans le film Destination: Graceland. Body Go figure dans le film Rollerball. Attitude figure dans un épisode de l'émission télévisée Nikita et dans le troisième épisode de Misfits, ainsi que dans le film My First Mister. Le morceau My First Mister contient une partie du solo d'harmonica de Big Walter Horton, joué à l'origine sur Walking by Myself de Jimmy Rogers. 
Le premier album éponyme du groupe sort le 27 septembre 1999 sur Jive Records. Le rappeur Schoolly D est invité à chanter sur l'album.

## Discographie
- 1999 : Hardknox (album)
- Roughcut